# ممارسات التجنب لدى الأبورجيين
تُشير مُمارسات التجنب لدى الأبورجيين إلى تلك العلاقات في مُجتمع السكان الأصليين التقليدي حيث يُطلب من بعض الأشخاص تجنب الآخرين في أُسرهم أو عشيرتهم. ولا تزال هذه العادات نشطة في أجزاء كثيرة من أستراليا، وتتباين بدرجة كبيرة أو صغيرة حسب المنطقة. تُعد علاقات التجنب علامة على الاحترام. كما أنه هناك أيضًا بروتوكولات قوية حول تجنب الاتصال بالعين، وكذلك التلفظ باسم الموتى.